# Farish Jenkins
Pour les articles homonymes, voir Jenkins.
Farish Alston Jenkins (19 mai 1940 – 11 novembre 2012) est un professeur à l'Université Harvard qui étudie et enseigne la paléontologie. Il découvre une espèce de transition aux caractéristiques intermédiaires entre les poissons et les animaux terrestres, Tiktaalik roseae, et l'une des premières grenouilles connues, Prosalirus bitis.

## Jeunesse
Farish Jenkins nait à Manhattan le 19 mai 1940. Il est l'aîné des trois fils d'un responsable de marketing mais est élevé par sa grand-mère dans le Colorado, tandis que son père est parti à la Seconde Guerre mondiale,.
Alors qu'il est étudiant à Princeton, en étudiant la géologie, Jenkins rencontre Eleanor Tracy. Il l'épouse plus tard et ils ont deux enfants - Henry Edgar et Katherine Temperance. Il obtient une maîtrise et un doctorat de l'Université Yale et sert comme capitaine dans l'United States Marine Corps. En tant qu'étudiant diplômé de Yale, Jenkins fait un voyage à Nairobi où il est dit avoir pris son premier intérêt pour la recherche sur des animaux vivants : « À l'époque, les Rhinocéros noirs dans la brousse étaient gros comme des rats dans un dépotoir, avec le retardateur de mon appareil photo, j'ai réussi à poser avec un avant que la bête ne charge. J'ai tout juste réussi à revenir à ma Morris Minor à temps, perdu un bouchon de mon objectif sur le chemin, mais je suis devenu, à la suite de ces trois semaines, autant intrigué par les vertébrés vivants que par leurs proches disparus ».

## Carrière académique
Il enseigne à la fois à l'université Columbia et de Harvard. Jenkins fait de nombreuses expéditions dans l'Arctique et d'autres sites d'Afrique orientale à Wyoming. Il est crédité comme ayant contribué à expliquer la transition évolutive entre les poissons et les tétrapodes en aidant à découvrir Tiktaalik roseae, espèce intermédiaire entre les deux groupes qui vivait il y a 375 millions d'années.
Après qu'on lui ait diagnostique un cancer, il déclare « en tant que paléontologue, je suis au courant de l'extinction ». Il meurt d'une pneumonie à Brigham and Women 's Hospital le 11 novembre 2012.